# Polícia de Berlim
A Polícia de Berlim é a força policial estadual da capital da Alemanha, de estatuto civil e de ciclo completo, encarregada da manutenção da segurança pública no âmbito do seu território.
Conta com 22.000 mil funcionários, gerando uma despesa anual de 1,1 bilhões de euros.
As suas origens remontam à 23 de junho de 1848, quando foi organizada a Corporação de Proteção Real de Berlim, por determinação do Rei Frederico Guilherme IV.
Durante o  regime nazista foi dissolvida, como todas as demais forças policiais, sendo substituída por um corpo político sob o comando de Himmler.
Após a queda do Muro de Berlim foram unificadas as corporações policiais de Berlim Ocidental, com 20.000 funcionários, e de Berlim Oriental, com 12.000 pessoas, sob a direção do Chefe de Polícia de Berlim Ocidental Georg Schertz.

## Organização

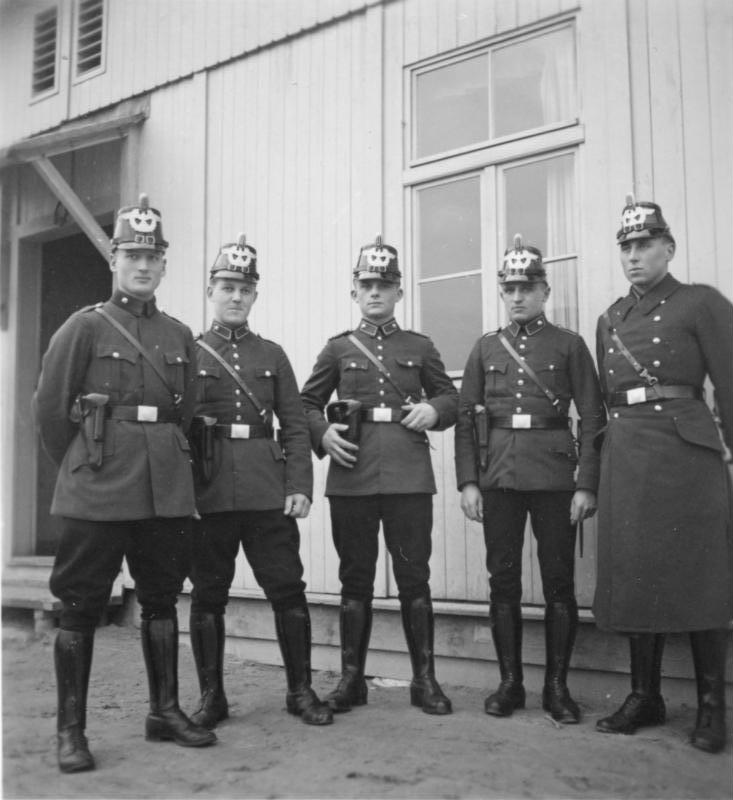
Policiais berlinenses em 1987

A Polícia de Berlim está estruturada em 6 divisões, responsáveis pelo policiamento local dos distritos da cidade:
- Direção 1: Reinickendorf, Pankow
- Direção 2: Spandau, Charlottenburg-Wilmersdorf
- Direção 3: Mitte
- Direção 4: Tempelhof-Schöneberg, Steglitz-Zehlendorf
- Direção 5: Friedrichshain-Kreuzberg, Neukölln
- Direção 6: Marzahn-Hellersdorf, Treptow-Köpenick, Lichtenberg

## Outros órgãos

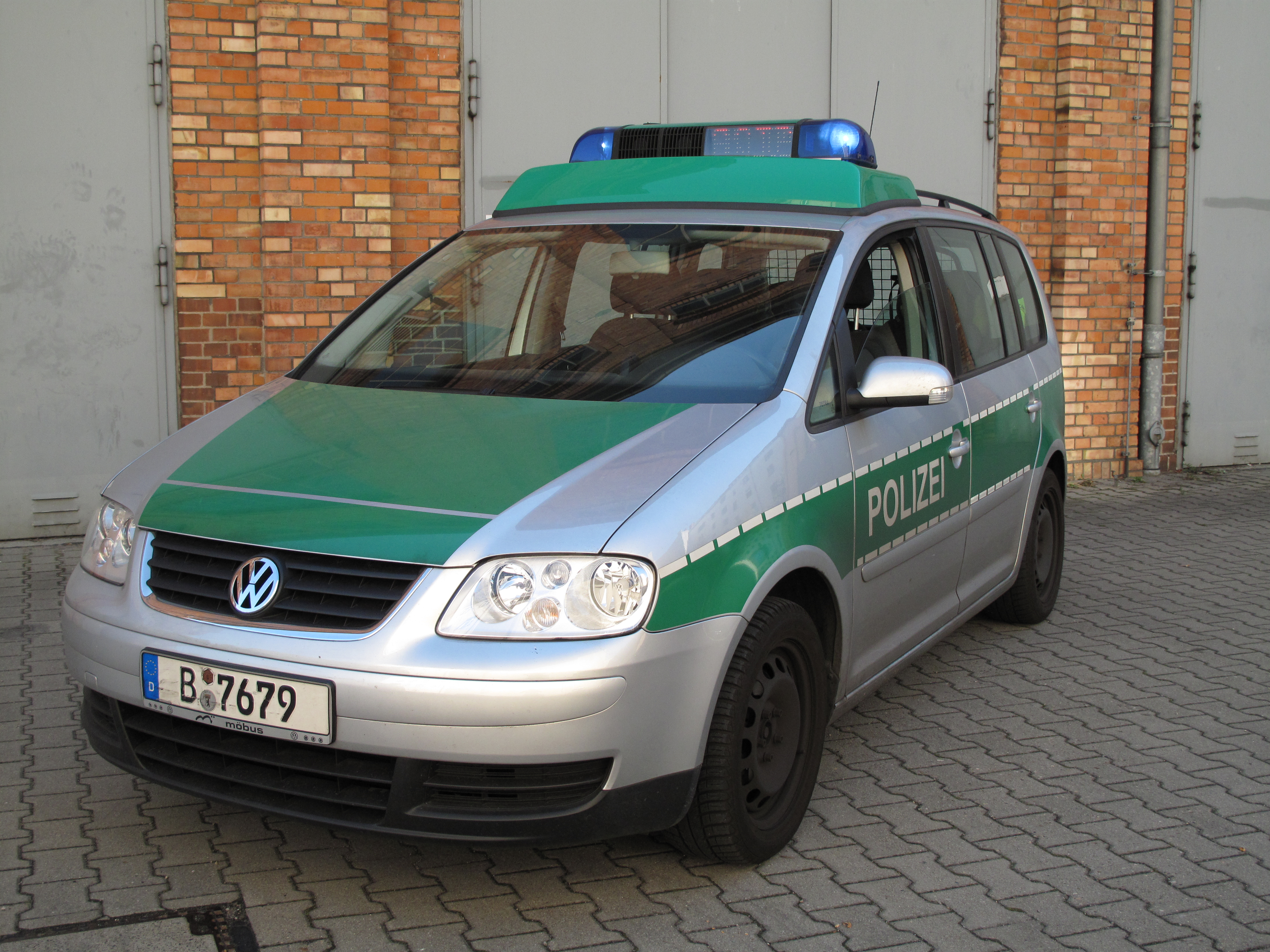
Carro patrulha

- Landeskriminalamt (LKA), Divisão de Investigações Criminais, é responsável pela apuração dos crimes de maior gravidade e funciona em estreita colaboração com as seis direções locais.

- Direção Central de Operações (DZA), executa as atividades de policiamento ostensivo uniformizado em todas as suas modalidades, como policiamento fluvial, policiamento com cães, controle de tráfego, transporte de presos, serviço aeropolicial etc.

- Unidade Central de Serviço (CSE) da polícia de Berlim é responsável por todas as tarefas administrativas e apoio logístico.  A formação geral e treinamento estão a seu cargo através da Escola de Polícia de Berlim.

## Padronização
Como nos demais estados alemães, foram padronizadas as cores de uniformes e viaturas policiais a partir de 2010. Os veículos adquiriram as cores azul e prata, enquanto os uniformes dos policiais passaram do verde para o azul.